# Liste des planètes mineures non numérotées découvertes entre le 1er et le 15 septembre 2017
Pour un article plus général, voir Liste des planètes mineures non numérotées découvertes en 2017.
Pour un article plus général, voir Liste des planètes mineures.
Cet article dresse la liste des planètes mineures (astéroïdes, centaures, objets transneptuniens et assimilés) non numérotées découvertes en septembre 2017 dans l'ordre de leur découverte.
Au 15 janvier 2025, 661 077 des 1 434 993 planètes mineures répertoriées par le Centre des planètes mineures ne sont pas encore numérotées, soit 46,07 %.

## Rappel concernant la désignation provisoire
La désignation provisoire indique l'ordre de découverte de ces objets. En effet, cette désignation est composée de l'année de découverte (par exemple 2017) suivie de la quinzaine (demi-mois) de découverte (p.e. A = 1-15 janvier) puis de l'ordre de découverte dans cette quinzaine. Cet ordre est indiqué par une lettre et éventuellement un chiffre comme suit : A pour la première découverte, B pour la deuxième, ..., Z pour la 25e (le I n'est pas utilisé pour éviter la confusion avec 1), A1 pour la 26e, B1 pour la 27e, etc. , Z1 pour la 50e, A2 pour la 51e, B2 pour la 52e, etc. L'ordre de la numérotation ne suit donc pas l'ordre alphanumérique. 2017 AA1 suit ainsi 2017 AZ et précède 2017 AB1.

## Du1erau 15 septembre 2017
- 2017 RA
- 2017 RB
- 2017 RC
- 2017 RE
- 2017 RF
- 2017 RG
- 2017 RK
- 2017 RL
- 2017 RN
- 2017 RO
- 2017 RP
- 2017 RR
- 2017 RS
- 2017 RT
- 2017 RU
- 2017 RV
- 2017 RW
- 2017 RX
- 2017 RC1
- 2017 RD1
- 2017 RE1
- 2017 RJ1
- 2017 RK1
- 2017 RL1
- 2017 RM1
- 2017 RN1
- 2017 RO1
- 2017 RP1
- 2017 RR1
- 2017 RS1
- 2017 RT1
- 2017 RU1
- 2017 RV1
- 2017 RW1
- 2017 RX1
- 2017 RY1
- 2017 RA2
- 2017 RB2
- 2017 RC2
- 2017 RD2
- 2017 RE2
- 2017 RF2
- 2017 RG2
- 2017 RH2
- 2017 RJ2
- 2017 RK2
- 2017 RL2
- 2017 RM2
- 2017 RN2
- 2017 RO2
- 2017 RP2
- 2017 RQ2
- 2017 RR2
- 2017 RS2
- 2017 RT2
- 2017 RU2
- 2017 RV2
- 2017 RW2
- 2017 RX2
- 2017 RY2
- 2017 RA3
- 2017 RF3
- 2017 RG3
- 2017 RK3
- 2017 RO3
- 2017 RR3
- 2017 RX3
- 2017 RB4
- 2017 RD4
- 2017 RE4
- 2017 RF4
- 2017 RK4
- 2017 RO4
- 2017 RP4
- 2017 RS4
- 2017 RU4
- 2017 RW4
- 2017 RY4
- 2017 RZ4
- 2017 RA5
- 2017 RB5
- 2017 RC5
- 2017 RD5
- 2017 RE5
- 2017 RF5
- 2017 RK5
- 2017 RO5
- 2017 RV5
- 2017 RW5
- 2017 RA6
- 2017 RK6
- 2017 RL6
- 2017 RN6
- 2017 RQ6
- 2017 RS6
- 2017 RT6
- 2017 RU6
- 2017 RV6
- 2017 RX6
- 2017 RY6
- 2017 RZ6
- 2017 RE7
- 2017 RF7
- 2017 RG7
- 2017 RJ7
- 2017 RN7
- 2017 RO7
- 2017 RP7
- 2017 RQ7
- 2017 RR7
- 2017 RU7
- 2017 RV7
- 2017 RX7
- 2017 RA8
- 2017 RC8
- 2017 RD8
- 2017 RM8
- 2017 RO8
- 2017 RP8
- 2017 RS8
- 2017 RU8
- 2017 RV8
- 2017 RY8
- 2017 RA9
- 2017 RB9
- 2017 RD9
- 2017 RF9
- 2017 RJ9
- 2017 RM9
- 2017 RO9
- 2017 RP9
- 2017 RQ9
- 2017 RT9
- 2017 RU9
- 2017 RV9
- 2017 RX9
- 2017 RZ9
- 2017 RB10
- 2017 RE10
- 2017 RF10
- 2017 RG10
- 2017 RH10
- 2017 RK10
- 2017 RL10
- 2017 RM10
- 2017 RO10
- 2017 RQ10
- 2017 RR10
- 2017 RS10
- 2017 RV10
- 2017 RW10
- 2017 RY10
- 2017 RA11
- 2017 RD11
- 2017 RE11
- 2017 RF11
- 2017 RK11
- 2017 RL11
- 2017 RN11
- 2017 RO11
- 2017 RT11
- 2017 RX11
- 2017 RA12
- 2017 RB12
- 2017 RF12
- 2017 RG12
- 2017 RJ12
- 2017 RN12
- 2017 RO12
- 2017 RR12
- 2017 RV12
- 2017 RX12
- 2017 RA13
- 2017 RC13
- 2017 RD13
- 2017 RG13
- 2017 RH13
- 2017 RJ13
- 2017 RK13
- 2017 RM13
- 2017 RP13
- 2017 RQ13
- 2017 RV13
- 2017 RA14
- 2017 RB14
- 2017 RC14
- 2017 RF14
- 2017 RG14
- 2017 RJ14
- 2017 RK14
- 2017 RL14
- 2017 RM14
- 2017 RN14
- 2017 RO14
- 2017 RP14
- 2017 RQ14
- 2017 RR14
- 2017 RS14
- 2017 RT14
- 2017 RU14
- 2017 RV14
- 2017 RX14
- 2017 RY14
- 2017 RZ14
- 2017 RA15
- 2017 RB15
- 2017 RC15
- 2017 RD15
- 2017 RE15
- 2017 RF15
- 2017 RG15
- 2017 RH15
- 2017 RJ15
- 2017 RK15
- 2017 RL15
- 2017 RM15
- 2017 RN15
- 2017 RO15
- 2017 RP15
- 2017 RQ15
- 2017 RR15
- 2017 RS15
- 2017 RT15
- 2017 RU15
- 2017 RV15
- 2017 RW15
- 2017 RX15
- 2017 RY15
- 2017 RZ15
- 2017 RA16
- 2017 RB16
- 2017 RD16
- 2017 RE16
- 2017 RF16
- 2017 RH16
- 2017 RJ16
- 2017 RK16
- 2017 RL16
- 2017 RM16
- 2017 RN16
- 2017 RO16
- 2017 RP16
- 2017 RQ16
- 2017 RR16
- 2017 RS16
- 2017 RU16
- 2017 RV16
- 2017 RX16
- 2017 RF17
- 2017 RG17
- 2017 RM17
- 2017 RN17
- 2017 RO17
- 2017 RP17
- 2017 RQ17
- 2017 RR17
- 2017 RT17
- 2017 RU17
- 2017 RV17
- 2017 RW17
- 2017 RX17
- 2017 RY17
- 2017 RZ17
- 2017 RA18
- 2017 RC18
- 2017 RD18
- 2017 RF18
- 2017 RH18
- 2017 RN18
- 2017 RQ18
- 2017 RR18
- 2017 RS18
- 2017 RT18
- 2017 RU18
- 2017 RX18
- 2017 RY18
- 2017 RA19
- 2017 RB19
- 2017 RE19
- 2017 RH19
- 2017 RL19
- 2017 RM19
- 2017 RO19
- 2017 RP19
- 2017 RT19
- 2017 RU19
- 2017 RV19
- 2017 RD20
- 2017 RH20
- 2017 RO20
- 2017 RP20
- 2017 RQ20
- 2017 RS20
- 2017 RW20
- 2017 RB21
- 2017 RF21
- 2017 RH21
- 2017 RL21
- 2017 RQ21
- 2017 RV21
- 2017 RA22
- 2017 RC22
- 2017 RF22
- 2017 RH22
- 2017 RK22
- 2017 RR22
- 2017 RT22
- 2017 RV22
- 2017 RF23
- 2017 RH23
- 2017 RJ23
- 2017 RK23
- 2017 RM23
- 2017 RO23
- 2017 RU23
- 2017 RB24
- 2017 RC24
- 2017 RD24
- 2017 RG24
- 2017 RH24
- 2017 RL24
- 2017 RN24
- 2017 RP24
- 2017 RR24
- 2017 RS24
- 2017 RW24
- 2017 RZ24
- 2017 RB25
- 2017 RC25
- 2017 RE25
- 2017 RF25
- 2017 RH25
- 2017 RJ25
- 2017 RK25
- 2017 RM25
- 2017 RO25
- 2017 RP25
- 2017 RR25
- 2017 RU25
- 2017 RW25
- 2017 RX25
- 2017 RY25
- 2017 RZ25
- 2017 RA26
- 2017 RB26
- 2017 RC26
- 2017 RE26
- 2017 RG26
- 2017 RL26
- 2017 RN26
- 2017 RO26
- 2017 RP26
- 2017 RR26
- 2017 RS26
- 2017 RU26
- 2017 RW26
- 2017 RX26
- 2017 RY26
- 2017 RA27
- 2017 RB27
- 2017 RC27
- 2017 RE27
- 2017 RH27
- 2017 RJ27
- 2017 RK27
- 2017 RM27
- 2017 RO27
- 2017 RS27
- 2017 RT27
- 2017 RU27
- 2017 RV27
- 2017 RX27
- 2017 RB28
- 2017 RC28
- 2017 RD28
- 2017 RF28
- 2017 RJ28
- 2017 RN28
- 2017 RU28
- 2017 RC29
- 2017 RF29
- 2017 RN29
- 2017 RO29
- 2017 RP29
- 2017 RQ29
- 2017 RR29
- 2017 RT29
- 2017 RU29
- 2017 RY29
- 2017 RZ29
- 2017 RA30
- 2017 RB30
- 2017 RC30
- 2017 RD30
- 2017 RE30
- 2017 RK30
- 2017 RM30
- 2017 RN30
- 2017 RS30
- 2017 RV30
- 2017 RW30
- 2017 RX30
- 2017 RZ30
- 2017 RA31
- 2017 RG31
- 2017 RH31
- 2017 RK31
- 2017 RL31
- 2017 RQ31
- 2017 RR31
- 2017 RU31
- 2017 RV31
- 2017 RA32
- 2017 RB32
- 2017 RG32
- 2017 RJ32
- 2017 RK32
- 2017 RM32
- 2017 RN32
- 2017 RP32
- 2017 RQ32
- 2017 RS32
- 2017 RU32
- 2017 RV32
- 2017 RW32
- 2017 RA33
- 2017 RE33
- 2017 RH33
- 2017 RM33
- 2017 RN33
- 2017 RP33
- 2017 RQ33
- 2017 RR33
- 2017 RT33
- 2017 RU33
- 2017 RW33
- 2017 RZ33
- 2017 RB34
- 2017 RF34
- 2017 RH34
- 2017 RJ34
- 2017 RM34
- 2017 RN34
- 2017 RO34
- 2017 RP34
- 2017 RQ34
- 2017 RR34
- 2017 RS34
- 2017 RV34
- 2017 RW34
- 2017 RZ34
- 2017 RB35
- 2017 RD35
- 2017 RE35
- 2017 RF35
- 2017 RG35
- 2017 RH35
- 2017 RK35
- 2017 RL35
- 2017 RM35
- 2017 RN35
- 2017 RP35
- 2017 RQ35
- 2017 RR35
- 2017 RU35
- 2017 RV35
- 2017 RW35
- 2017 RX35
- 2017 RZ35
- 2017 RC36
- 2017 RD36
- 2017 RF36
- 2017 RH36
- 2017 RK36
- 2017 RM36
- 2017 RO36
- 2017 RP36
- 2017 RQ36
- 2017 RU36
- 2017 RV36
- 2017 RY36
- 2017 RA37
- 2017 RB37
- 2017 RC37
- 2017 RK37
- 2017 RL37
- 2017 RO37
- 2017 RP37
- 2017 RQ37
- 2017 RR37
- 2017 RS37
- 2017 RU37
- 2017 RV37
- 2017 RW37
- 2017 RX37
- 2017 RY37
- 2017 RZ37
- 2017 RA38
- 2017 RD38
- 2017 RE38
- 2017 RF38
- 2017 RG38
- 2017 RH38
- 2017 RK38
- 2017 RL38
- 2017 RM38
- 2017 RO38
- 2017 RP38
- 2017 RQ38
- 2017 RR38
- 2017 RW38
- 2017 RY38
- 2017 RB39
- 2017 RE39
- 2017 RF39
- 2017 RH39
- 2017 RJ39
- 2017 RK39
- 2017 RL39
- 2017 RM39
- 2017 RP39
- 2017 RQ39
- 2017 RS39
- 2017 RU39
- 2017 RW39
- 2017 RX39
- 2017 RY39
- 2017 RA40
- 2017 RC40
- 2017 RE40
- 2017 RG40
- 2017 RH40
- 2017 RJ40
- 2017 RN40
- 2017 RO40
- 2017 RP40
- 2017 RQ40
- 2017 RT40
- 2017 RU40
- 2017 RV40
- 2017 RW40
- 2017 RX40
- 2017 RZ40
- 2017 RB41
- 2017 RC41
- 2017 RD41
- 2017 RE41
- 2017 RF41
- 2017 RG41
- 2017 RK41
- 2017 RM41
- 2017 RR41
- 2017 RU41
- 2017 RV41
- 2017 RX41
- 2017 RY41
- 2017 RZ41
- 2017 RB42
- 2017 RC42
- 2017 RD42
- 2017 RE42
- 2017 RF42
- 2017 RJ42
- 2017 RK42
- 2017 RL42
- 2017 RM42
- 2017 RN42
- 2017 RP42
- 2017 RQ42
- 2017 RS42
- 2017 RT42
- 2017 RU42
- 2017 RW42
- 2017 RY42
- 2017 RC43
- 2017 RF43
- 2017 RG43
- 2017 RH43
- 2017 RK43
- 2017 RL43
- 2017 RM43
- 2017 RN43
- 2017 RQ43
- 2017 RR43
- 2017 RS43
- 2017 RT43
- 2017 RU43
- 2017 RV43
- 2017 RW43
- 2017 RZ43
- 2017 RB44
- 2017 RC44
- 2017 RD44
- 2017 RE44
- 2017 RF44
- 2017 RG44
- 2017 RK44
- 2017 RL44
- 2017 RM44
- 2017 RO44
- 2017 RQ44
- 2017 RX44
- 2017 RY44
- 2017 RB45
- 2017 RC45
- 2017 RD45
- 2017 RE45
- 2017 RG45
- 2017 RH45
- 2017 RK45
- 2017 RL45
- 2017 RO45
- 2017 RP45
- 2017 RQ45
- 2017 RR45
- 2017 RS45
- 2017 RT45
- 2017 RU45
- 2017 RV45
- 2017 RW45
- 2017 RY45
- 2017 RZ45
- 2017 RC46
- 2017 RD46
- 2017 RE46
- 2017 RH46
- 2017 RJ46
- 2017 RK46
- 2017 RL46
- 2017 RM46
- 2017 RN46
- 2017 RO46
- 2017 RQ46
- 2017 RR46
- 2017 RT46
- 2017 RU46
- 2017 RZ46
- 2017 RD47
- 2017 RG47
- 2017 RH47
- 2017 RK47
- 2017 RL47
- 2017 RM47
- 2017 RN47
- 2017 RQ47
- 2017 RU47
- 2017 RV47
- 2017 RY47
- 2017 RZ47
- 2017 RA48
- 2017 RB48
- 2017 RD48
- 2017 RE48
- 2017 RF48
- 2017 RG48
- 2017 RH48
- 2017 RJ48
- 2017 RK48
- 2017 RL48
- 2017 RM48
- 2017 RN48
- 2017 RO48
- 2017 RP48
- 2017 RQ48
- 2017 RS48
- 2017 RT48
- 2017 RX48
- 2017 RY48
- 2017 RZ48
- 2017 RA49
- 2017 RD49
- 2017 RE49
- 2017 RF49
- 2017 RG49
- 2017 RH49
- 2017 RK49
- 2017 RL49
- 2017 RN49
- 2017 RO49
- 2017 RQ49
- 2017 RR49
- 2017 RX49
- 2017 RY49
- 2017 RZ49
- 2017 RA50
- 2017 RB50
- 2017 RC50
- 2017 RD50
- 2017 RE50
- 2017 RF50
- 2017 RG50
- 2017 RJ50
- 2017 RK50
- 2017 RL50
- 2017 RM50
- 2017 RP50
- 2017 RQ50
- 2017 RR50
- 2017 RU50
- 2017 RV50
- 2017 RX50
- 2017 RA51
- 2017 RB51
- 2017 RC51
- 2017 RE51
- 2017 RG51
- 2017 RH51
- 2017 RJ51
- 2017 RK51
- 2017 RM51
- 2017 RP51
- 2017 RQ51
- 2017 RR51
- 2017 RU51
- 2017 RW51
- 2017 RX51
- 2017 RY51
- 2017 RZ51
- 2017 RA52
- 2017 RB52
- 2017 RC52
- 2017 RE52
- 2017 RF52
- 2017 RG52
- 2017 RJ52
- 2017 RK52
- 2017 RL52
- 2017 RN52
- 2017 RO52
- 2017 RP52
- 2017 RV52
- 2017 RW52
- 2017 RX52
- 2017 RY52
- 2017 RZ52
- 2017 RC53
- 2017 RD53
- 2017 RH53
- 2017 RK53
- 2017 RL53
- 2017 RN53
- 2017 RO53
- 2017 RP53
- 2017 RR53
- 2017 RT53
- 2017 RU53
- 2017 RV53
- 2017 RW53
- 2017 RX53
- 2017 RY53
- 2017 RZ53
- 2017 RB54
- 2017 RD54
- 2017 RG54
- 2017 RJ54
- 2017 RL54
- 2017 RM54
- 2017 RN54
- 2017 RQ54
- 2017 RS54
- 2017 RT54
- 2017 RV54
- 2017 RW54
- 2017 RX54
- 2017 RY54
- 2017 RA55
- 2017 RC55
- 2017 RD55
- 2017 RF55
- 2017 RH55
- 2017 RK55
- 2017 RN55
- 2017 RO55
- 2017 RP55
- 2017 RR55
- 2017 RS55
- 2017 RT55
- 2017 RV55
- 2017 RC56
- 2017 RD56
- 2017 RG56
- 2017 RJ56
- 2017 RL56
- 2017 RM56
- 2017 RN56
- 2017 RO56
- 2017 RQ56
- 2017 RR56
- 2017 RS56
- 2017 RT56
- 2017 RU56
- 2017 RV56
- 2017 RY56
- 2017 RZ56
- 2017 RA57
- 2017 RB57
- 2017 RC57
- 2017 RE57
- 2017 RF57
- 2017 RH57
- 2017 RM57
- 2017 RO57
- 2017 RP57
- 2017 RQ57
- 2017 RS57
- 2017 RU57
- 2017 RV57
- 2017 RX57
- 2017 RA58
- 2017 RE58
- 2017 RF58
- 2017 RG58
- 2017 RH58
- 2017 RK58
- 2017 RL58
- 2017 RM58
- 2017 RN58
- 2017 RP58
- 2017 RQ58
- 2017 RR58
- 2017 RS58
- 2017 RW58
- 2017 RY58
- 2017 RZ58
- 2017 RB59
- 2017 RC59
- 2017 RD59
- 2017 RE59
- 2017 RL59
- 2017 RM59
- 2017 RN59
- 2017 RP59
- 2017 RQ59
- 2017 RR59
- 2017 RS59
- 2017 RT59
- 2017 RU59
- 2017 RV59
- 2017 RW59
- 2017 RY59
- 2017 RD60
- 2017 RE60
- 2017 RF60
- 2017 RG60
- 2017 RH60
- 2017 RJ60
- 2017 RL60
- 2017 RM60
- 2017 RN60
- 2017 RP60
- 2017 RQ60
- 2017 RR60
- 2017 RT60
- 2017 RW60
- 2017 RX60
- 2017 RY60
- 2017 RZ60
- 2017 RD61
- 2017 RE61
- 2017 RK61
- 2017 RL61
- 2017 RM61
- 2017 RP61
- 2017 RQ61
- 2017 RT61
- 2017 RU61
- 2017 RW61
- 2017 RX61
- 2017 RB62
- 2017 RE62
- 2017 RF62
- 2017 RH62
- 2017 RJ62
- 2017 RK62
- 2017 RL62
- 2017 RM62
- 2017 RN62
- 2017 RP62
- 2017 RQ62
- 2017 RS62
- 2017 RT62
- 2017 RX62
- 2017 RZ62
- 2017 RA63
- 2017 RC63
- 2017 RD63
- 2017 RF63
- 2017 RG63
- 2017 RH63
- 2017 RL63
- 2017 RM63
- 2017 RN63
- 2017 RQ63
- 2017 RR63
- 2017 RS63
- 2017 RU63
- 2017 RW63
- 2017 RA64
- 2017 RB64
- 2017 RC64
- 2017 RD64
- 2017 RE64
- 2017 RF64
- 2017 RG64
- 2017 RH64
- 2017 RJ64
- 2017 RN64
- 2017 RO64
- 2017 RP64
- 2017 RQ64
- 2017 RS64
- 2017 RT64
- 2017 RV64
- 2017 RW64
- 2017 RY64
- 2017 RA65
- 2017 RC65
- 2017 RE65
- 2017 RF65
- 2017 RG65
- 2017 RJ65
- 2017 RL65
- 2017 RM65
- 2017 RN65
- 2017 RP65
- 2017 RR65
- 2017 RS65
- 2017 RT65
- 2017 RU65
- 2017 RV65
- 2017 RW65
- 2017 RX65
- 2017 RZ65
- 2017 RC66
- 2017 RE66
- 2017 RG66
- 2017 RJ66
- 2017 RK66
- 2017 RL66
- 2017 RM66
- 2017 RN66
- 2017 RO66
- 2017 RS66
- 2017 RT66
- 2017 RU66
- 2017 RV66
- 2017 RX66
- 2017 RY66
- 2017 RE67
- 2017 RH67
- 2017 RK67
- 2017 RM67
- 2017 RN67
- 2017 RO67
- 2017 RP67
- 2017 RR67
- 2017 RU67
- 2017 RX67
- 2017 RZ67
- 2017 RA68
- 2017 RF68
- 2017 RG68
- 2017 RK68
- 2017 RM68
- 2017 RN68
- 2017 RO68
- 2017 RP68
- 2017 RS68
- 2017 RU68
- 2017 RW68
- 2017 RX68
- 2017 RZ68
- 2017 RB69
- 2017 RC69
- 2017 RD69
- 2017 RH69
- 2017 RJ69
- 2017 RK69
- 2017 RL69
- 2017 RM69
- 2017 RN69
- 2017 RO69
- 2017 RP69
- 2017 RR69
- 2017 RU69
- 2017 RW69
- 2017 RX69
- 2017 RY69
- 2017 RZ69
- 2017 RC70
- 2017 RD70
- 2017 RE70
- 2017 RF70
- 2017 RG70
- 2017 RJ70
- 2017 RK70
- 2017 RM70
- 2017 RN70
- 2017 RO70
- 2017 RP70
- 2017 RS70
- 2017 RU70
- 2017 RW70
- 2017 RY70
- 2017 RZ70
- 2017 RA71
- 2017 RB71
- 2017 RD71
- 2017 RE71
- 2017 RF71
- 2017 RG71
- 2017 RJ71
- 2017 RL71
- 2017 RM71
- 2017 RO71
- 2017 RP71
- 2017 RQ71
- 2017 RR71
- 2017 RT71
- 2017 RU71
- 2017 RW71
- 2017 RX71
- 2017 RZ71
- 2017 RB72
- 2017 RC72
- 2017 RD72
- 2017 RF72
- 2017 RG72
- 2017 RH72
- 2017 RK72
- 2017 RL72
- 2017 RO72
- 2017 RR72
- 2017 RS72
- 2017 RT72
- 2017 RU72
- 2017 RV72
- 2017 RW72
- 2017 RX72
- 2017 RY72
- 2017 RZ72
- 2017 RA73
- 2017 RE73
- 2017 RG73
- 2017 RH73
- 2017 RJ73
- 2017 RL73
- 2017 RQ73
- 2017 RR73
- 2017 RS73
- 2017 RT73
- 2017 RU73
- 2017 RV73
- 2017 RW73
- 2017 RX73
- 2017 RY73
- 2017 RB74
- 2017 RC74
- 2017 RE74
- 2017 RJ74
- 2017 RL74
- 2017 RM74
- 2017 RN74
- 2017 RQ74
- 2017 RU74
- 2017 RW74
- 2017 RX74
- 2017 RY74
- 2017 RA75
- 2017 RE75
- 2017 RH75
- 2017 RP75
- 2017 RQ75
- 2017 RR75
- 2017 RS75
- 2017 RU75
- 2017 RV75
- 2017 RD76
- 2017 RE76
- 2017 RF76
- 2017 RH76
- 2017 RL76
- 2017 RM76
- 2017 RO76
- 2017 RP76
- 2017 RT76
- 2017 RW76
- 2017 RY76
- 2017 RA77
- 2017 RB77
- 2017 RC77
- 2017 RK77
- 2017 RL77
- 2017 RO77
- 2017 RS77
- 2017 RT77
- 2017 RU77
- 2017 RX77
- 2017 RY77
- 2017 RZ77
- 2017 RB78
- 2017 RD78
- 2017 RH78
- 2017 RM78
- 2017 RQ78
- 2017 RS78
- 2017 RT78
- 2017 RV78
- 2017 RW78
- 2017 RX78
- 2017 RY78
- 2017 RZ78
- 2017 RA79
- 2017 RB79
- 2017 RC79
- 2017 RD79
- 2017 RH79
- 2017 RJ79
- 2017 RL79
- 2017 RP79
- 2017 RR79
- 2017 RS79
- 2017 RT79
- 2017 RV79
- 2017 RX79
- 2017 RY79
- 2017 RZ79
- 2017 RA80
- 2017 RB80
- 2017 RC80
- 2017 RD80
- 2017 RE80
- 2017 RF80
- 2017 RJ80
- 2017 RK80
- 2017 RM80
- 2017 RN80
- 2017 RO80
- 2017 RP80
- 2017 RQ80
- 2017 RT80
- 2017 RU80
- 2017 RV80
- 2017 RW80
- 2017 RY80
- 2017 RZ80
- 2017 RA81
- 2017 RD81
- 2017 RF81
- 2017 RG81
- 2017 RH81
- 2017 RJ81
- 2017 RK81
- 2017 RL81
- 2017 RM81
- 2017 RN81
- 2017 RO81
- 2017 RP81
- 2017 RQ81
- 2017 RS81
- 2017 RW81
- 2017 RX81
- 2017 RY81
- 2017 RC82
- 2017 RE82
- 2017 RG82
- 2017 RJ82
- 2017 RO82
- 2017 RP82
- 2017 RR82
- 2017 RT82
- 2017 RV82
- 2017 RW82
- 2017 RX82
- 2017 RB83
- 2017 RJ83
- 2017 RK83
- 2017 RN83
- 2017 RP83
- 2017 RQ83
- 2017 RR83
- 2017 RS83
- 2017 RU83
- 2017 RW83
- 2017 RX83
- 2017 RZ83
- 2017 RC84
- 2017 RE84
- 2017 RJ84
- 2017 RK84
- 2017 RL84
- 2017 RP84
- 2017 RU84
- 2017 RV84
- 2017 RX84
- 2017 RA85
- 2017 RC85
- 2017 RD85
- 2017 RE85
- 2017 RF85
- 2017 RG85
- 2017 RL85
- 2017 RM85
- 2017 RQ85
- 2017 RR85
- 2017 RT85
- 2017 RU85
- 2017 RX85
- 2017 RZ85
- 2017 RB86
- 2017 RD86
- 2017 RE86
- 2017 RF86
- 2017 RG86
- 2017 RH86
- 2017 RJ86
- 2017 RL86
- 2017 RM86
- 2017 RN86
- 2017 RO86
- 2017 RP86
- 2017 RQ86
- 2017 RR86
- 2017 RS86
- 2017 RT86
- 2017 RV86
- 2017 RX86
- 2017 RY86
- 2017 RD87
- 2017 RE87
- 2017 RF87
- 2017 RG87
- 2017 RH87
- 2017 RJ87
- 2017 RK87
- 2017 RP87
- 2017 RR87
- 2017 RW87
- 2017 RA88
- 2017 RJ88
- 2017 RL88
- 2017 RN88
- 2017 RR88
- 2017 RU88
- 2017 RW88
- 2017 RY88
- 2017 RA89
- 2017 RB89
- 2017 RD89
- 2017 RF89
- 2017 RH89
- 2017 RJ89
- 2017 RN89
- 2017 RO89
- 2017 RR89
- 2017 RU89
- 2017 RV89
- 2017 RX89
- 2017 RY89
- 2017 RZ89
- 2017 RB90
- 2017 RD90
- 2017 RG90
- 2017 RO90
- 2017 RQ90
- 2017 RT90
- 2017 RV90
- 2017 RW90
- 2017 RX90
- 2017 RY90
- 2017 RB91
- 2017 RF91
- 2017 RG91
- 2017 RH91
- 2017 RK91
- 2017 RM91
- 2017 RN91
- 2017 RS91
- 2017 RU91
- 2017 RV91
- 2017 RY91
- 2017 RZ91
- 2017 RC92
- 2017 RF92
- 2017 RH92
- 2017 RN92
- 2017 RO92
- 2017 RP92
- 2017 RR92
- 2017 RT92
- 2017 RU92
- 2017 RW92
- 2017 RY92
- 2017 RZ92
- 2017 RA93
- 2017 RC93
- 2017 RE93
- 2017 RF93
- 2017 RG93
- 2017 RJ93
- 2017 RL93
- 2017 RM93
- 2017 RO93
- 2017 RV93
- 2017 RW93
- 2017 RE94
- 2017 RF94
- 2017 RJ94
- 2017 RK94
- 2017 RL94
- 2017 RN94
- 2017 RO94
- 2017 RQ94
- 2017 RS94
- 2017 RT94
- 2017 RW94
- 2017 RX94
- 2017 RY94
- 2017 RA95
- 2017 RC95
- 2017 RD95
- 2017 RE95
- 2017 RF95
- 2017 RG95
- 2017 RK95
- 2017 RL95
- 2017 RN95
- 2017 RO95
- 2017 RS95
- 2017 RT95
- 2017 RY95
- 2017 RB96
- 2017 RD96
- 2017 RG96
- 2017 RH96
- 2017 RJ96
- 2017 RK96
- 2017 RM96
- 2017 RN96
- 2017 RO96
- 2017 RP96
- 2017 RR96
- 2017 RT96
- 2017 RU96
- 2017 RV96
- 2017 RX96
- 2017 RY96
- 2017 RA97
- 2017 RB97
- 2017 RC97
- 2017 RE97
- 2017 RF97
- 2017 RK97
- 2017 RL97
- 2017 RO97
- 2017 RR97
- 2017 RS97
- 2017 RT97
- 2017 RU97
- 2017 RX97
- 2017 RY97
- 2017 RZ97
- 2017 RB98
- 2017 RC98
- 2017 RF98
- 2017 RG98
- 2017 RK98
- 2017 RL98
- 2017 RM98
- 2017 RO98
- 2017 RQ98
- 2017 RS98
- 2017 RU98
- 2017 RV98
- 2017 RY98
- 2017 RZ98
- 2017 RA99
- 2017 RE99
- 2017 RF99
- 2017 RG99
- 2017 RK99
- 2017 RL99
- 2017 RM99
- 2017 RO99
- 2017 RP99
- 2017 RQ99
- 2017 RR99
- 2017 RS99
- 2017 RW99
- 2017 RX99
- 2017 RB100
- 2017 RD100
- 2017 RE100
- 2017 RG100
- 2017 RH100
- 2017 RJ100
- 2017 RL100
- 2017 RN100
- 2017 RO100
- 2017 RQ100
- 2017 RS100
- 2017 RU100
- 2017 RW100
- 2017 RY100
- 2017 RA101
- 2017 RC101
- 2017 RD101
- 2017 RF101
- 2017 RG101
- 2017 RH101
- 2017 RJ101
- 2017 RL101
- 2017 RN101
- 2017 RO101
- 2017 RP101
- 2017 RQ101
- 2017 RR101
- 2017 RS101
- 2017 RT101
- 2017 RX101
- 2017 RY101
- 2017 RZ101
- 2017 RA102
- 2017 RE102
- 2017 RF102
- 2017 RJ102
- 2017 RN102
- 2017 RP102
- 2017 RQ102
- 2017 RX102
- 2017 RY102
- 2017 RA103
- 2017 RB103
- 2017 RE103
- 2017 RG103
- 2017 RK103
- 2017 RN103
- 2017 RQ103
- 2017 RS103
- 2017 RT103
- 2017 RU103
- 2017 RV103
- 2017 RW103
- 2017 RX103
- 2017 RY103
- 2017 RF104
- 2017 RG104
- 2017 RH104
- 2017 RL104
- 2017 RQ104
- 2017 RT104
- 2017 RV104
- 2017 RW104
- 2017 RX104
- 2017 RZ104
- 2017 RB105
- 2017 RC105
- 2017 RG105
- 2017 RH105
- 2017 RJ105
- 2017 RK105
- 2017 RM105
- 2017 RP105
- 2017 RW105
- 2017 RY105
- 2017 RB106
- 2017 RC106
- 2017 RD106
- 2017 RE106
- 2017 RG106
- 2017 RH106
- 2017 RN106
- 2017 RR106
- 2017 RU106
- 2017 RV106
- 2017 RC107
- 2017 RD107
- 2017 RJ107
- 2017 RM107
- 2017 RN107
- 2017 RO107
- 2017 RU107
- 2017 RV107
- 2017 RW107
- 2017 RC108
- 2017 RD108
- 2017 RE108
- 2017 RN108
- 2017 RO108
- 2017 RQ108
- 2017 RS108
- 2017 RT108
- 2017 RX108
- 2017 RY108
- 2017 RZ108
- 2017 RA109
- 2017 RC109
- 2017 RD109
- 2017 RE109
- 2017 RF109
- 2017 RM109
- 2017 RN109
- 2017 RO109
- 2017 RQ109
- 2017 RR109
- 2017 RS109
- 2017 RU109
- 2017 RV109
- 2017 RW109
- 2017 RY109
- 2017 RZ109
- 2017 RA110
- 2017 RB110
- 2017 RE110
- 2017 RG110
- 2017 RH110
- 2017 RK110
- 2017 RL110
- 2017 RM110
- 2017 RN110
- 2017 RQ110
- 2017 RR110
- 2017 RS110
- 2017 RT110
- 2017 RU110
- 2017 RV110
- 2017 RX110
- 2017 RY110
- 2017 RZ110
- 2017 RA111
- 2017 RD111
- 2017 RE111
- 2017 RF111
- 2017 RG111
- 2017 RH111
- 2017 RJ111
- 2017 RK111
- 2017 RL111
- 2017 RM111
- 2017 RN111
- 2017 RO111
- 2017 RP111
- 2017 RQ111
- 2017 RR111
- 2017 RS111
- 2017 RT111
- 2017 RU111
- 2017 RW111
- 2017 RZ111
- 2017 RA112
- 2017 RB112
- 2017 RC112
- 2017 RD112
- 2017 RF112
- 2017 RG112
- 2017 RH112
- 2017 RJ112
- 2017 RK112
- 2017 RL112
- 2017 RM112
- 2017 RN112
- 2017 RO112
- 2017 RP112
- 2017 RQ112
- 2017 RR112
- 2017 RS112
- 2017 RT112
- 2017 RV112
- 2017 RX112
- 2017 RY112
- 2017 RZ112
- 2017 RA113
- 2017 RB113
- 2017 RC113
- 2017 RD113
- 2017 RE113
- 2017 RF113
- 2017 RG113
- 2017 RH113
- 2017 RJ113
- 2017 RK113
- 2017 RL113
- 2017 RM113
- 2017 RN113
- 2017 RO113
- 2017 RP113
- 2017 RQ113
- 2017 RR113
- 2017 RS113
- 2017 RU113
- 2017 RV113
- 2017 RW113
- 2017 RX113
- 2017 RY113
- 2017 RZ113
- 2017 RA114
- 2017 RB114
- 2017 RC114
- 2017 RD114
- 2017 RE114
- 2017 RF114
- 2017 RG114
- 2017 RH114
- 2017 RJ114
- 2017 RK114
- 2017 RL114
- 2017 RM114
- 2017 RN114
- 2017 RO114
- 2017 RP114
- 2017 RQ114
- 2017 RS114
- 2017 RU114
- 2017 RV114
- 2017 RW114
- 2017 RX114
- 2017 RY114
- 2017 RZ114
- 2017 RA115
- 2017 RB115
- 2017 RC115
- 2017 RD115
- 2017 RE115
- 2017 RF115
- 2017 RG115
- 2017 RH115
- 2017 RJ115
- 2017 RK115
- 2017 RL115
- 2017 RM115
- 2017 RN115
- 2017 RO115
- 2017 RP115
- 2017 RQ115
- 2017 RR115
- 2017 RS115
- 2017 RT115
- 2017 RU115
- 2017 RV115
- 2017 RW115
- 2017 RX115
- 2017 RY115
- 2017 RA116
- 2017 RC116
- 2017 RD116
- 2017 RE116
- 2017 RG116
- 2017 RH116
- 2017 RJ116
- 2017 RK116
- 2017 RL116
- 2017 RM116
- 2017 RN116
- 2017 RO116
- 2017 RP116
- 2017 RQ116
- 2017 RR116
- 2017 RS116
- 2017 RT116
- 2017 RU116
- 2017 RV116
- 2017 RW116
- 2017 RX116
- 2017 RY116
- 2017 RA117
- 2017 RB117
- 2017 RC117
- 2017 RD117
- 2017 RF117
- 2017 RG117
- 2017 RH117
- 2017 RJ117
- 2017 RL117
- 2017 RM117
- 2017 RO117
- 2017 RP117
- 2017 RQ117
- 2017 RR117
- 2017 RS117
- 2017 RT117
- 2017 RU117
- 2017 RV117
- 2017 RW117
- 2017 RX117
- 2017 RZ117
- 2017 RA118
- 2017 RB118
- 2017 RC118
- 2017 RD118
- 2017 RE118
- 2017 RF118
- 2017 RG118
- 2017 RH118
- 2017 RJ118
- 2017 RL118
- 2017 RM118
- 2017 RN118
- 2017 RO118
- 2017 RP118
- 2017 RR118
- 2017 RS118
- 2017 RU118
- 2017 RV118
- 2017 RX118
- 2017 RY118
- 2017 RZ118
- 2017 RB119
- 2017 RC119
- 2017 RD119
- 2017 RE119
- 2017 RF119
- 2017 RG119
- 2017 RJ119
- 2017 RK119
- 2017 RL119
- 2017 RM119
- 2017 RN119
- 2017 RO119
- 2017 RP119
- 2017 RQ119
- 2017 RR119
- 2017 RS119
- 2017 RT119
- 2017 RU119
- 2017 RV119
- 2017 RX119
- 2017 RY119
- 2017 RZ119
- 2017 RA120
- 2017 RC120
- 2017 RJ120
- 2017 RM120
- 2017 RY120
- 2017 RA121
- 2017 RB121
- 2017 RC121
- 2017 RE121
- 2017 RF121
- 2017 RJ121
- 2017 RO121
- 2017 RQ121
- 2017 RR121
- 2017 RU121
- 2017 RW121
- 2017 RY121
- 2017 RZ121
- 2017 RA122
- 2017 RB122
- 2017 RC122
- 2017 RE122
- 2017 RG122
- 2017 RH122
- 2017 RJ122
- 2017 RK122
- 2017 RL122
- 2017 RM122
- 2017 RN122
- 2017 RO122
- 2017 RP122
- 2017 RQ122
- 2017 RR122
- 2017 RS122
- 2017 RT122
- 2017 RU122
- 2017 RV122
- 2017 RW122
- 2017 RX122
- 2017 RZ122
- 2017 RB123
- 2017 RF123
- 2017 RG123
- 2017 RJ123
- 2017 RK123
- 2017 RM123
- 2017 RN123
- 2017 RO123
- 2017 RP123
- 2017 RQ123
- 2017 RR123
- 2017 RS123
- 2017 RU123
- 2017 RV123
- 2017 RW123
- 2017 RZ123
- 2017 RB124
- 2017 RC124
- 2017 RL124
- 2017 RN124
- 2017 RQ124
- 2017 RR124
- 2017 RS124
- 2017 RT124
- 2017 RX124
- 2017 RY124
- 2017 RZ124
- 2017 RA125
- 2017 RB125
- 2017 RC125
- 2017 RD125
- 2017 RE125
- 2017 RF125
- 2017 RG125
- 2017 RH125
- 2017 RJ125
- 2017 RL125
- 2017 RN125
- 2017 RP125
- 2017 RQ125
- 2017 RR125
- 2017 RS125
- 2017 RT125
- 2017 RU125
- 2017 RV125
- 2017 RW125
- 2017 RX125
- 2017 RY125
- 2017 RZ125
- 2017 RA126
- 2017 RB126
- 2017 RC126
- 2017 RD126
- 2017 RE126
- 2017 RF126
- 2017 RG126
- 2017 RK126
- 2017 RL126
- 2017 RM126
- 2017 RN126
- 2017 RO126
- 2017 RP126
- 2017 RQ126
- 2017 RR126
- 2017 RS126
- 2017 RT126
- 2017 RU126
- 2017 RV126
- 2017 RW126
- 2017 RX126
- 2017 RY126
- 2017 RZ126
- 2017 RA127
- 2017 RB127
- 2017 RC127
- 2017 RD127
- 2017 RE127
- 2017 RF127
- 2017 RG127
- 2017 RH127
- 2017 RJ127
- 2017 RK127
- 2017 RL127
- 2017 RM127
- 2017 RO127
- 2017 RP127
- 2017 RQ127
- 2017 RR127
- 2017 RS127
- 2017 RT127
- 2017 RU127
- 2017 RV127
- 2017 RW127
- 2017 RX127
- 2017 RY127
- 2017 RZ127
- 2017 RA128
- 2017 RB128
- 2017 RC128
- 2017 RD128
- 2017 RF128
- 2017 RG128
- 2017 RH128
- 2017 RJ128
- 2017 RK128
- 2017 RL128
- 2017 RM128
- 2017 RN128
- 2017 RO128
- 2017 RP128
- 2017 RQ128
- 2017 RR128
- 2017 RS128
- 2017 RT128
- 2017 RU128
- 2017 RV128
- 2017 RX128
- 2017 RY128
- 2017 RZ128
- 2017 RA129
- 2017 RB129
- 2017 RC129
- 2017 RD129
- 2017 RE129
- 2017 RG129
- 2017 RH129
- 2017 RK129
- 2017 RL129
- 2017 RM129
- 2017 RO129
- 2017 RP129
- 2017 RQ129
- 2017 RR129
- 2017 RS129
- 2017 RU129
- 2017 RW129
- 2017 RX129
- 2017 RY129
- 2017 RZ129
- 2017 RA130
- 2017 RB130
- 2017 RC130
- 2017 RD130
- 2017 RF130
- 2017 RG130
- 2017 RJ130
- 2017 RK130
- 2017 RL130
- 2017 RM130
- 2017 RN130
- 2017 RO130
- 2017 RP130
- 2017 RQ130
- 2017 RR130
- 2017 RS130
- 2017 RT130
- 2017 RU130
- 2017 RV130
- 2017 RW130
- 2017 RY130
- 2017 RZ130
- 2017 RA131
- 2017 RB131
- 2017 RD131
- 2017 RF131
- 2017 RG131
- 2017 RH131
- 2017 RL131
- 2017 RN131
- 2017 RO131
- 2017 RP131
- 2017 RQ131
- 2017 RR131
- 2017 RS131
- 2017 RT131
- 2017 RU131
- 2017 RY131
- 2017 RZ131
- 2017 RA132
- 2017 RC132
- 2017 RG132
- 2017 RK132
- 2017 RM132
- 2017 RN132
- 2017 RQ132
- 2017 RR132
- 2017 RS132
- 2017 RT132
- 2017 RU132
- 2017 RV132
- 2017 RX132
- 2017 RY132
- 2017 RZ132
- 2017 RA133
- 2017 RB133
- 2017 RD133
- 2017 RE133
- 2017 RF133
- 2017 RH133
- 2017 RJ133
- 2017 RK133
- 2017 RL133
- 2017 RO133
- 2017 RP133
- 2017 RQ133
- 2017 RR133
- 2017 RS133
- 2017 RT133
- 2017 RU133
- 2017 RV133
- 2017 RW133
- 2017 RY133
- 2017 RZ133
- 2017 RA134
- 2017 RB134
- 2017 RC134
- 2017 RE134
- 2017 RG134
- 2017 RH134
- 2017 RJ134
- 2017 RK134
- 2017 RL134
- 2017 RN134
- 2017 RO134
- 2017 RP134
- 2017 RQ134
- 2017 RR134
- 2017 RS134
- 2017 RT134
- 2017 RU134
- 2017 RV134
- 2017 RX134
- 2017 RY134
- 2017 RZ134
- 2017 RA135
- 2017 RB135
- 2017 RC135
- 2017 RD135
- 2017 RE135
- 2017 RF135
- 2017 RG135
- 2017 RH135
- 2017 RJ135
- 2017 RK135
- 2017 RL135
- 2017 RM135
- 2017 RO135
- 2017 RQ135
- 2017 RR135
- 2017 RS135
- 2017 RT135
- 2017 RU135
- 2017 RV135
- 2017 RW135
- 2017 RX135
- 2017 RY135
- 2017 RZ135
- 2017 RA136
- 2017 RB136
- 2017 RD136
- 2017 RE136
- 2017 RG136
- 2017 RJ136
- 2017 RK136
- 2017 RL136
- 2017 RM136
- 2017 RO136
- 2017 RP136
- 2017 RQ136
- 2017 RR136
- 2017 RS136
- 2017 RT136
- 2017 RV136
- 2017 RW136
- 2017 RX136
- 2017 RY136
- 2017 RZ136
- 2017 RA137
- 2017 RB137
- 2017 RC137
- 2017 RD137
- 2017 RE137
- 2017 RF137
- 2017 RG137
- 2017 RH137
- 2017 RJ137
- 2017 RK137
- 2017 RL137
- 2017 RM137
- 2017 RN137
- 2017 RO137
- 2017 RP137
- 2017 RQ137
- 2017 RR137
- 2017 RS137
- 2017 RU137
- 2017 RV137
- 2017 RW137
- 2017 RX137
- 2017 RY137
- 2017 RZ137
- 2017 RA138
- 2017 RB138
- 2017 RC138
- 2017 RD138
- 2017 RE138
- 2017 RF138
- 2017 RG138
- 2017 RH138
- 2017 RJ138
- 2017 RK138
- 2017 RL138
- 2017 RM138
- 2017 RN138
- 2017 RO138
- 2017 RP138
- 2017 RQ138
- 2017 RR138
- 2017 RS138
- 2017 RT138
- 2017 RU138
- 2017 RV138
- 2017 RW138
- 2017 RX138
- 2017 RY138
- 2017 RZ138
- 2017 RA139
- 2017 RB139
- 2017 RD139
- 2017 RE139
- 2017 RF139
- 2017 RG139
- 2017 RH139
- 2017 RJ139
- 2017 RK139
- 2017 RL139
- 2017 RN139
- 2017 RO139
- 2017 RP139
- 2017 RQ139
- 2017 RR139
- 2017 RS139
- 2017 RU139
- 2017 RV139
- 2017 RW139
- 2017 RX139
- 2017 RY139
- 2017 RZ139
- 2017 RA140
- 2017 RB140
- 2017 RC140
- 2017 RE140
- 2017 RF140
- 2017 RG140
- 2017 RH140
- 2017 RJ140
- 2017 RK140
- 2017 RL140
- 2017 RM140
- 2017 RN140
- 2017 RO140
- 2017 RP140
- 2017 RQ140
- 2017 RS140
- 2017 RT140
- 2017 RU140
- 2017 RV140
- 2017 RW140
- 2017 RX140
- 2017 RY140
- 2017 RZ140
- 2017 RA141
- 2017 RB141
- 2017 RC141
- 2017 RD141
- 2017 RF141
- 2017 RG141
- 2017 RJ141
- 2017 RK141
- 2017 RL141
- 2017 RM141
- 2017 RN141
- 2017 RO141
- 2017 RP141
- 2017 RQ141
- 2017 RR141
- 2017 RS141
- 2017 RT141
- 2017 RW141
- 2017 RX141
- 2017 RY141
- 2017 RZ141
- 2017 RA142
- 2017 RB142
- 2017 RC142
- 2017 RD142
- 2017 RE142
- 2017 RF142
- 2017 RG142
- 2017 RH142
- 2017 RJ142
- 2017 RK142
- 2017 RL142
- 2017 RM142
- 2017 RN142
- 2017 RQ142
- 2017 RR142
- 2017 RS142
- 2017 RT142
- 2017 RU142
- 2017 RV142
- 2017 RW142
- 2017 RX142
- 2017 RY142
- 2017 RZ142
- 2017 RA143
- 2017 RB143
- 2017 RC143
- 2017 RD143
- 2017 RE143
- 2017 RF143
- 2017 RG143
- 2017 RJ143
- 2017 RK143
- 2017 RL143
- 2017 RM143
- 2017 RO143
- 2017 RP143
- 2017 RQ143
- 2017 RR143
- 2017 RS143
- 2017 RT143
- 2017 RU143
- 2017 RV143
- 2017 RW143
- 2017 RX143
- 2017 RY143
- 2017 RZ143
- 2017 RA144
- 2017 RC144
- 2017 RD144
- 2017 RE144
- 2017 RG144
- 2017 RH144
- 2017 RJ144
- 2017 RK144
- 2017 RM144
- 2017 RN144
- 2017 RO144
- 2017 RP144
- 2017 RQ144
- 2017 RR144
- 2017 RT144
- 2017 RU144
- 2017 RV144
- 2017 RW144
- 2017 RZ144
- 2017 RA145
- 2017 RB145
- 2017 RE145
- 2017 RF145
- 2017 RG145
- 2017 RH145
- 2017 RJ145
- 2017 RK145
- 2017 RL145
- 2017 RM145
- 2017 RN145
- 2017 RO145
- 2017 RP145
- 2017 RR145
- 2017 RS145
- 2017 RT145
- 2017 RU145
- 2017 RV145
- 2017 RW145
- 2017 RY145
- 2017 RZ145
- 2017 RB146
- 2017 RC146
- 2017 RD146
- 2017 RE146
- 2017 RG146
- 2017 RH146
- 2017 RJ146
- 2017 RK146
- 2017 RL146
- 2017 RM146
- 2017 RN146
- 2017 RO146
- 2017 RP146
- 2017 RQ146
- 2017 RR146
- 2017 RU146
- 2017 RV146
- 2017 RY146
- 2017 RA147
- 2017 RB147
- 2017 RD147
- 2017 RE147
- 2017 RF147
- 2017 RG147
- 2017 RH147
- 2017 RJ147
- 2017 RK147
- 2017 RL147
- 2017 RM147
- 2017 RN147
- 2017 RP147
- 2017 RQ147
- 2017 RR147
- 2017 RS147
- 2017 RU147
- 2017 RV147
- 2017 RW147
- 2017 RX147
- 2017 RY147
- 2017 RZ147
- 2017 RA148
- 2017 RB148
- 2017 RC148
- 2017 RD148
- 2017 RE148
- 2017 RF148
- 2017 RG148
- 2017 RH148
- 2017 RJ148
- 2017 RK148
- 2017 RL148
- 2017 RM148
- 2017 RN148
- 2017 RO148
- 2017 RP148
- 2017 RQ148
- 2017 RR148
- 2017 RS148
- 2017 RT148
- 2017 RU148
- 2017 RV148
- 2017 RW148
- 2017 RX148
- 2017 RY148
- 2017 RZ148
- 2017 RA149
- 2017 RB149
- 2017 RC149
- 2017 RD149
- 2017 RE149
- 2017 RF149
- 2017 RG149
- 2017 RH149
- 2017 RJ149
- 2017 RK149
- 2017 RL149
- 2017 RM149
- 2017 RN149
- 2017 RO149
- 2017 RP149
- 2017 RQ149
- 2017 RR149
- 2017 RS149
- 2017 RT149
- 2017 RU149
- 2017 RV149
- 2017 RW149
- 2017 RX149
- 2017 RY149
- 2017 RZ149
- 2017 RA150
- 2017 RB150
- 2017 RC150
- 2017 RD150
- 2017 RE150
- 2017 RF150
- 2017 RG150
- 2017 RH150
- 2017 RK150
- 2017 RL150
- 2017 RN150
- 2017 RO150
- 2017 RP150
- 2017 RQ150
- 2017 RR150
- 2017 RS150
- 2017 RV150
- 2017 RW150
- 2017 RX150
- 2017 RY150
- 2017 RZ150
- 2017 RA151
- 2017 RB151
- 2017 RC151
- 2017 RD151
- 2017 RF151
- 2017 RG151
- 2017 RH151
- 2017 RJ151
- 2017 RK151
- 2017 RL151
- 2017 RN151
- 2017 RO151
- 2017 RP151
- 2017 RQ151
- 2017 RS151
- 2017 RT151
- 2017 RU151
- 2017 RV151
- 2017 RA152
- 2017 RC152
- 2017 RD152
- 2017 RE152
- 2017 RF152
- 2017 RG152
- 2017 RH152
- 2017 RJ152
- 2017 RK152
- 2017 RL152
- 2017 RM152
- 2017 RN152
- 2017 RO152
- 2017 RP152
- 2017 RQ152
- 2017 RR152
- 2017 RS152
- 2017 RT152
- 2017 RV152
- 2017 RW152
- 2017 RX152
- 2017 RY152
- 2017 RZ152
- 2017 RA153
- 2017 RC153
- 2017 RD153
- 2017 RE153
- 2017 RF153
- 2017 RG153
- 2017 RH153
- 2017 RJ153
- 2017 RL153
- 2017 RM153
- 2017 RN153
- 2017 RO153
- 2017 RP153
- 2017 RQ153
- 2017 RR153
- 2017 RS153
- 2017 RT153
- 2017 RU153
- 2017 RV153
- 2017 RW153
- 2017 RX153
- 2017 RY153
- 2017 RZ153
- 2017 RA154
- 2017 RB154
- 2017 RC154
- 2017 RE154
- 2017 RF154
- 2017 RG154
- 2017 RH154
- 2017 RJ154
- 2017 RK154
- 2017 RL154
- 2017 RM154
- 2017 RN154
- 2017 RO154
- 2017 RP154
- 2017 RR154
- 2017 RS154
- 2017 RU154
- 2017 RV154
- 2017 RW154
- 2017 RX154
- 2017 RY154
- 2017 RZ154
- 2017 RA155
- 2017 RB155
- 2017 RC155
- 2017 RD155
- 2017 RF155
- 2017 RG155
- 2017 RH155
- 2017 RJ155
- 2017 RK155
- 2017 RL155
- 2017 RM155
- 2017 RN155
- 2017 RP155
- 2017 RQ155
- 2017 RR155
- 2017 RS155
- 2017 RT155
- 2017 RU155
- 2017 RV155
- 2017 RW155
- 2017 RX155
- 2017 RY155
- 2017 RZ155
- 2017 RA156
- 2017 RC156
- 2017 RD156
- 2017 RE156
- 2017 RF156
- 2017 RG156
- 2017 RJ156
- 2017 RK156
- 2017 RL156
- 2017 RM156
- 2017 RN156
- 2017 RO156
- 2017 RP156
- 2017 RQ156
- 2017 RR156
- 2017 RS156
- 2017 RT156
- 2017 RU156
- 2017 RV156
- 2017 RW156
- 2017 RX156
- 2017 RY156
- 2017 RZ156
- 2017 RA157
- 2017 RB157
- 2017 RC157
- 2017 RE157
- 2017 RF157
- 2017 RG157
- 2017 RH157
- 2017 RJ157
- 2017 RK157
- 2017 RL157
- 2017 RM157
- 2017 RN157
- 2017 RO157
- 2017 RP157
- 2017 RQ157
- 2017 RR157
- 2017 RS157
- 2017 RT157
- 2017 RU157
- 2017 RV157
- 2017 RX157
- 2017 RY157
- 2017 RZ157
- 2017 RA158
- 2017 RB158
- 2017 RC158
- 2017 RD158
- 2017 RE158
- 2017 RF158
- 2017 RG158
- 2017 RH158
- 2017 RJ158
- 2017 RK158
- 2017 RL158
- 2017 RM158
- 2017 RN158
- 2017 RP158
- 2017 RQ158
- 2017 RR158
- 2017 RS158
- 2017 RT158
- 2017 RU158
- 2017 RV158
- 2017 RW158
- 2017 RX158
- 2017 RY158
- 2017 RZ158
- 2017 RA159
- 2017 RB159
- 2017 RC159
- 2017 RD159
- 2017 RE159
- 2017 RF159
- 2017 RG159
- 2017 RH159
- 2017 RJ159
- 2017 RK159
- 2017 RL159
- 2017 RN159
- 2017 RO159
- 2017 RP159
- 2017 RQ159
- 2017 RR159
- 2017 RS159
- 2017 RT159
- 2017 RU159
- 2017 RV159
- 2017 RW159
- 2017 RX159
- 2017 RY159
- 2017 RZ159
- 2017 RA160
- 2017 RB160
- 2017 RC160
- 2017 RD160
- 2017 RE160
- 2017 RF160
- 2017 RG160
- 2017 RH160
- 2017 RJ160
- 2017 RK160
- 2017 RL160
- 2017 RM160
- 2017 RN160
- 2017 RO160
- 2017 RP160
- 2017 RQ160
- 2017 RR160
- 2017 RS160
- 2017 RT160
- 2017 RU160
- 2017 RV160
- 2017 RW160
- 2017 RX160
- 2017 RY160
- 2017 RZ160
- 2017 RA161
- 2017 RB161
- 2017 RC161
- 2017 RD161
- 2017 RE161
- 2017 RF161
- 2017 RG161
- 2017 RH161
- 2017 RJ161
- 2017 RK161
- 2017 RL161
- 2017 RM161
- 2017 RN161
- 2017 RO161
- 2017 RP161
- 2017 RQ161
- 2017 RR161
- 2017 RS161
- 2017 RT161
- 2017 RU161
- 2017 RV161
- 2017 RW161
- 2017 RX161
- 2017 RY161
- 2017 RZ161
- 2017 RA162
- 2017 RB162
- 2017 RC162
- 2017 RD162
- 2017 RE162
- 2017 RF162
- 2017 RG162
- 2017 RH162
- 2017 RJ162
- 2017 RL162
- 2017 RM162
- 2017 RN162
- 2017 RO162
- 2017 RP162
- 2017 RQ162
- 2017 RR162
- 2017 RS162
- 2017 RT162
- 2017 RU162
- 2017 RV162
- 2017 RW162
- 2017 RX162
- 2017 RA163
- 2017 RB163
- 2017 RC163
- 2017 RE163
- 2017 RF163
- 2017 RG163
- 2017 RJ163
- 2017 RK163
- 2017 RM163
- 2017 RN163
- 2017 RO163
- 2017 RP163
- 2017 RQ163
- 2017 RR163
- 2017 RS163
- 2017 RT163
- 2017 RU163
- 2017 RV163
- 2017 RW163
- 2017 RX163
- 2017 RY163
- 2017 RZ163
- 2017 RB164
- 2017 RD164
- 2017 RE164
- 2017 RG164
- 2017 RH164
- 2017 RK164
- 2017 RL164
- 2017 RM164
- 2017 RN164
- 2017 RO164
- 2017 RP164
- 2017 RQ164
- 2017 RR164
- 2017 RT164
- 2017 RU164
- 2017 RV164
- 2017 RW164
- 2017 RX164
- 2017 RY164
- 2017 RZ164
- 2017 RA165
- 2017 RB165
- 2017 RC165
- 2017 RD165
- 2017 RE165
- 2017 RF165
- 2017 RG165
- 2017 RH165
- 2017 RJ165
- 2017 RK165
- 2017 RL165
- 2017 RM165
- 2017 RN165
- 2017 RO165
- 2017 RP165
- 2017 RQ165
- 2017 RR165
- 2017 RS165
- 2017 RT165
- 2017 RU165
- 2017 RV165
- 2017 RW165
- 2017 RX165
- 2017 RY165
- 2017 RZ165
- 2017 RA166
- 2017 RC166
- 2017 RD166
- 2017 RF166
- 2017 RG166
- 2017 RH166
- 2017 RJ166
- 2017 RK166
- 2017 RL166
- 2017 RM166
- 2017 RN166
- 2017 RO166
- 2017 RP166
- 2017 RQ166
- 2017 RR166
- 2017 RS166
- 2017 RT166
- 2017 RU166
- 2017 RV166
- 2017 RW166
- 2017 RX166
- 2017 RY166
- 2017 RZ166
- 2017 RA167
- 2017 RB167
- 2017 RC167
- 2017 RD167
- 2017 RE167
- 2017 RF167
- 2017 RH167
- 2017 RJ167
- 2017 RK167
- 2017 RL167
- 2017 RM167
- 2017 RN167
- 2017 RO167
- 2017 RP167
- 2017 RQ167
- 2017 RR167
- 2017 RS167
- 2017 RT167
- 2017 RU167
- 2017 RV167
- 2017 RW167
- 2017 RX167
- 2017 RY167
- 2017 RZ167
- 2017 RA168
- 2017 RB168
- 2017 RC168
- 2017 RD168
- 2017 RE168
- 2017 RF168
- 2017 RG168
- 2017 RH168
- 2017 RJ168
- 2017 RK168
- 2017 RL168
- 2017 RM168
- 2017 RN168
- 2017 RO168
- 2017 RP168
- 2017 RQ168
- 2017 RR168
- 2017 RS168
- 2017 RT168
- 2017 RU168
- 2017 RV168
- 2017 RW168
- 2017 RX168
- 2017 RY168
- 2017 RZ168
- 2017 RA169
- 2017 RB169
- 2017 RC169
- 2017 RD169
- 2017 RE169
- 2017 RF169
- 2017 RG169
- 2017 RH169
- 2017 RJ169
- 2017 RK169
- 2017 RL169
- 2017 RM169
- 2017 RN169
- 2017 RO169
- 2017 RP169
- 2017 RQ169
- 2017 RR169
- 2017 RS169
- 2017 RT169
- 2017 RU169
- 2017 RV169
- 2017 RW169
- 2017 RX169
- 2017 RY169
- 2017 RZ169
- 2017 RA170
- 2017 RB170
- 2017 RC170
- 2017 RD170
- 2017 RE170
- 2017 RF170
- 2017 RG170
- 2017 RH170
- 2017 RK170
- 2017 RL170
- 2017 RM170
- 2017 RN170
- 2017 RO170
- 2017 RP170
- 2017 RQ170
- 2017 RR170
- 2017 RS170
- 2017 RT170
- 2017 RU170
- 2017 RV170
- 2017 RW170
- 2017 RX170
- 2017 RY170
- 2017 RZ170
- 2017 RB171
- 2017 RC171
- 2017 RD171
- 2017 RE171
- 2017 RF171
- 2017 RG171
- 2017 RH171
- 2017 RJ171
- 2017 RK171
- 2017 RL171
- 2017 RM171
- 2017 RN171
- 2017 RO171
- 2017 RP171
- 2017 RQ171
- 2017 RR171
- 2017 RS171
- 2017 RT171
- 2017 RU171
- 2017 RV171
- 2017 RW171
- 2017 RX171
- 2017 RY171
- 2017 RZ171
- 2017 RA172
- 2017 RB172
- 2017 RC172
- 2017 RD172
- 2017 RE172
- 2017 RF172
- 2017 RG172
- 2017 RH172
- 2017 RK172
- 2017 RL172
- 2017 RM172
- 2017 RN172
- 2017 RO172
- 2017 RP172
- 2017 RQ172
- 2017 RR172
- 2017 RS172
- 2017 RT172
- 2017 RU172
- 2017 RV172
- 2017 RW172
- 2017 RX172
- 2017 RY172
- 2017 RZ172
- 2017 RA173
- 2017 RB173
- 2017 RC173
- 2017 RD173
- 2017 RE173
- 2017 RF173
- 2017 RG173
- 2017 RH173
- 2017 RJ173
- 2017 RK173
- 2017 RL173
- 2017 RM173
- 2017 RN173
- 2017 RO173
- 2017 RP173
- 2017 RQ173
- 2017 RR173
- 2017 RS173
- 2017 RT173
- 2017 RU173
- 2017 RV173
- 2017 RW173
- 2017 RX173
- 2017 RY173
- 2017 RZ173
- 2017 RA174
- 2017 RB174
- 2017 RC174
- 2017 RD174
- 2017 RE174
- 2017 RF174
- 2017 RG174
- 2017 RH174
- 2017 RJ174
- 2017 RK174
- 2017 RL174
- 2017 RM174
- 2017 RN174
- 2017 RO174
- 2017 RP174
- 2017 RQ174
- 2017 RR174
- 2017 RS174
- 2017 RT174
- 2017 RU174
- 2017 RV174
- 2017 RW174
- 2017 RX174
- 2017 RY174
- 2017 RZ174
- 2017 RA175
- 2017 RB175
- 2017 RC175
- 2017 RD175
- 2017 RE175
- 2017 RF175
- 2017 RG175
- 2017 RJ175
- 2017 RK175
- 2017 RL175
- 2017 RM175
- 2017 RN175
- 2017 RO175
- 2017 RP175
- 2017 RQ175
- 2017 RR175
- 2017 RS175
- 2017 RT175
- 2017 RU175
- 2017 RV175
- 2017 RW175
- 2017 RX175
- 2017 RY175
- 2017 RZ175
- 2017 RA176
- 2017 RB176
- 2017 RC176
- 2017 RE176
- 2017 RF176
- 2017 RG176
- 2017 RH176
- 2017 RJ176
- 2017 RK176
- 2017 RL176
- 2017 RM176
- 2017 RO176
- 2017 RP176
- 2017 RQ176
- 2017 RR176
- 2017 RS176
- 2017 RT176
- 2017 RU176
- 2017 RV176
- 2017 RW176
- 2017 RX176
- 2017 RY176
- 2017 RZ176
- 2017 RA177
- 2017 RB177
- 2017 RC177
- 2017 RD177
- 2017 RE177
- 2017 RF177
- 2017 RG177
- 2017 RH177
- 2017 RJ177
- 2017 RK177
- 2017 RL177
- 2017 RM177
- 2017 RN177
- 2017 RO177
- 2017 RP177
- 2017 RQ177
- 2017 RR177
- 2017 RS177
- 2017 RT177
- 2017 RU177
- 2017 RV177
- 2017 RW177
- 2017 RX177
- 2017 RY177